# All Things Bright and Beautiful (album)
All Things Bright and Beautiful je album od americké synthpopové skupiny Owl City. Vyšlo 14. června 2011 a obsahuje 12 skladeb plus v různých verzích různý počet bonusových písní.
Album sklidilo smíšené reakce a nakonec se umístilo na 6. příčce na Billboard 200 album chart.
Název je podle stejnojmenné křesťanské písně. „Vychovávali mě, abych zpíval tento chvalozpěv v kostele, a má matka byla velkým fanouškem Herriotovy literatury a vždycky jsme doma měli spoustu jeho děl. Název poletoval mou hlavou už kdoví jak dlouho předtím, než jsem dal dvě a dvě dohromady a řekl 'To je to pravé. To bude název nové nahrávky.'“

## Seznam skladeb
| All Things Bright And Beautiful | All Things Bright And Beautiful         | All Things Bright And Beautiful |
| Pořadí                          | Název                                   | Délka                           |
| ------------------------------- | --------------------------------------- | ------------------------------- |
| 1.                              | The Real World                          | 3:34                            |
| 2.                              | Deer In the Headlights                  | 3:00                            |
| 3.                              | Angels                                  | 3:40                            |
| 4.                              | Dreams Don't Turn to Dust               | 3:44                            |
| 5.                              | Honey and the Bee                       | 3:44                            |
| 6.                              | Kamikaze                                | 3:27                            |
| 7.                              | January 28, 1986                        | 0:37                            |
| 8.                              | Galaxies                                | 4:03                            |
| 9.                              | Hospital Flowers                        | 3:38                            |
| 10.                             | Alligator Sky (feat. Shawn Chrystopher) | 3:05                            |
| 11.                             | The Yacht Club                          | 4:32                            |
| 12.                             | Plant Life                              | 4:10                            |

| iTunes bonusové skladby | iTunes bonusové skladby      | iTunes bonusové skladby |
| Pořadí                  | Název                        | Délka                   |
| ----------------------- | ---------------------------- | ----------------------- |
| 13.                     | How I Became the Sea         | 4:25                    |
| 14.                     | Alligator Sky (No Rap verze) | 3:15                    |

| Owl City Galaxy bonusová skladba | Owl City Galaxy bonusová skladba | Owl City Galaxy bonusová skladba |
| Pořadí                           | Název                            | Délka                            |
| -------------------------------- | -------------------------------- | -------------------------------- |
| 13.                              | Lonely Lullaby                   | 4:28                             |

| Bonusy na německém iTunes a japonské edici | Bonusy na německém iTunes a japonské edici | Bonusy na německém iTunes a japonské edici |
| Pořadí                                     | Název                                      | Délka                                      |
| ------------------------------------------ | ------------------------------------------ | ------------------------------------------ |
| 13.                                        | How I Became the Sea                       | 4:25                                       |
| 14.                                        | Shy Violet                                 | 3:49                                       |
| 15.                                        | To The Sky                                 | 3:40                                       |

## Okolnosti vzniku alba
„Ahoj, pro mě, jakožto velmi skromného umělce, který ani nemůže uvěřit, že je toto skutečné, nastal vzrušující okamžik protože mé zbrusu nové audio nahrávky vychází ZÍTRA pod názvem 'All Things Bright and Beautiful'. Pokaždé zapomínám, kolik práce dá album, a pro jednoho kluka samotného ve sklepě je to bezpochyby práce na věky. Ale navzdory krvi, potu a slzám, umění tvorby alba není nikdy tak docela prací pro někoho (vděčného umělce), kdo je neuvěřitelně vděčný za práci, které se mu dostává. Je to vzrušující pocit, když finální sbírka písní prochází dveřmi a vždycky je tu závratné, bodavé očekávání smíšené s adrenalinem, který pulsuje do rytmu s tikajícím odpočtem do data vydání. Pro mě je tím dnem ZÍTŘEK a jen chci pokračovat v nahrávání a osobně vám poděkovat za to, že jsem při mně stáli po celou tu dobu. Jsem naplněn vděčností větší, než mé prsty mohou vypsat do slov, které byste si přečetli na monitoru. Dostalo se mi požehnání nad očekávání a opravdu si cením vaší ochoty naslouchat. Takže, co říkám je děkuju! Vážím si toho. Opravdu. Adam.“
„Nesnažil jsem se nechat zlaté a platinové desky lstivě na mě shlížet a říkat: 'Dokážeš to znovu?' Jen jsem se snažil tvořit ze stejného místa, z jakého to přišlo pro mé předešlé nahrávky. Konec konců, tlak byl větší, ale myslím, že to byl svým způsobem pozitivní nátlak. Cítím, jako bych měl víc důvodů psát. Zároveň jsem byl vytrvalý v tom, abych byl na tom samém ryzím místě jako předtím.“
Produkce třetího studiového alba začala kolem poloviny roku 2010 s Adamem jako výkonným producentem. Na albu pracoval přes zimu a jeho rodiče byli často jediní, kdo ho viděli. Kytarista a kamarád Daniel Jorgensen řekl, že Adam byl jako opravdový poustevník, „vousy a všechno“.
18. 10. 2010 napsal na svůj blog, že se album blíží k dokončení.
V únoru 2011 bylo album nazváno All Things Bright and Beautiful a mělo vyjít 17.5., nicméně 6.4. Adam napsal na své webové stránky, že datum vydání All Things Bright and Beautiful bude posunuto na 14. červen. Přidal také ukázku ke čtyřem novým písním z alba "Dreams Don't Turn to Dust", "Alligator Sky", "Galaxies" a "Deer in the Headlights". Každá byla minutu a půl dlouhá.
12.4. vyšel na iTunes hlavní singl alba nazvaný Alligator Sky.
Na konci března a začátku dubna byly zveřejněny termíny na All Things Bright and Beautiful World Tour a All Things Bright and Beautiful bylo dostupné jako předobjednávka.
19. dubna vyšel Galaxies jako 2. singl alba. Jedná se o singl, který se ze všech singlů skupiny Owl City umístil na nejvyšším místě, a to 39. příčce na Billboard Christian Song Chart. Pro srovnání, Fireflies bylo v roce 2010 na 44. místě.
6.5. vyšel videoklip pro Alligator Sky. Na stránkách VEVO ve videoklipu „Alligator Sky (The Making Of)“ Adam povídá o konceptu videa. „Hlavní myšlenka je v podstatě o dvou klucích, kteří odlétají ze Země. Ale nemá to žádný temný postapokalyptický nádech, naopak je to velmi optimistické, lidé cítí nadšení, že opustí Zemi.“
23.5. vyšel 3. singl alba - Deer in the Headlights. Jeho vydání bylo něco neslýchaného. Počínaje 16. květnem byl každý den zveřejněn kousek písně. Původně to byl nazván jako „Nová Píseň“ („New Song“) a fanoušci měli název uhádnout. První část obsahovala bubny, následovalo přidání basů, kytary, syntetizéru a nakonec vokálů. Poslední den byl název oznámen.
14.6. vyšlo na iTunes dlouho očekávané All Things Bright and Beautiful, i když většina písní pronikla na veřejnost už 20.5.
30.6. vyšel videoklip pro „Deer in the Headlights“. Představuje Adama řídícího DMC DeLorean z trilogie Back to the Future a kanadská hudebnice Lights tu má miniaturní roli jako prodavačka v samoobsluze.
19.7. vyšel na iTunes singl „Lonely Lullaby“, který byl dříve dostupný jen členům Owl City Galaxy.
V interview pro Sugarscape řekl, že 10. října vyjde singl „Dreams Don't Turn to Dust“.
Po vydání alba bylo každé pondělí věnováno jedné skladbě (tzv. Music Mondays), kdy byly vytvořeny speciální webové stránky, které nesly názvy podle částí textů písní, např. maybeimjustadreamer.com k písni Dreams Don't Turn to Dust. Zde Adam popisoval jednotlivé skladby.

## O písních

### The Real World
Věta z písně „Reality is a lovely place but I wouldn't want to live there.“ byla po dlouhou dobu na Adamově Twitteru a Instagramu. Na svém blogu zveřejnil 13. května 2011 text této písně, tedy ještě před oficiálním vydáním alba.
„Ne že bych se chtěl izolovat od všeho, co se kolem mě děje, ale jsem ten typ člověka, který leží vzhůru v noci v posteli a má takové bezesné sny jako filmový režisér, který vytváří film ve své hlavě, a to je tak inspirující. Je to cennější než cokoliv se mi osobně přihodilo. Takže ta píseň je jakési ztělesnění toho, jaký by můj život mohl být, kdybych byl na jiném místě.“
Také říká, že v žádném případě nemůže změnit svět, ale může se ho dotknout. Je to jeho způsob, jako se vypořádat s věcmi tím, že prohlásí, že nemůže zabránit, aby temné dny nenastaly, ale může zaměřit svůj pohled na ten jeden kousek modré oblohy a tak se soustředit na to, na čem skutečně záleží.
Po vydání alba na otázku na jeho nejoblíbenější skladbu z tohoto alba odpovídá, že asi „The Real World“, a to kvůli části, kdy Adam a ještě jeden bubeník hrají na bicí, i když to zní lacině, ale je to opravdu zábavné.

### Deer in the Headlights
„Byl to velký průšvih a skončilo to zničením životů obou dvou zúčastněných. Jedna z těch věcí 'nikdy nedělej stejnou chybu dvakrát'. Lidé si myslí, že je to veselé píseň, ale doopravdy je to naprosto depresivní.“ Ve videoklipu na konci se objeví Adam v obleku, ve kterým byl ve videu k „Alligator Sky“. Také si lze všimnout, že se Adam s autem vydává do roku 2015. 4. května 2014 Adam na Instagramu sdílí fotku muže z videa a vzpomíná: „Když jsem natáčel videoklip k Deer in the Headlights, tak jsme na pár nocí uzavřeli tento skvělý, malý obchůdek u benzínky někde u LA a tento chlapík tam vlastně pracoval a sotva mluvil anglicky a já sotva mluvil anglicky, takže jsme spolu vycházeli opravdu dobře. Mezi natáčením jsme spolu vtipkovali bez toho, aniž bychom užívali slova. Předstírali jsme, že jsme rockové hvězdy a hrajeme na pódiu pro milióny lidí, a hodně jsme se nasmáli a byla tam Lights a pak šílená cvičitelka jelenů přijela v dodávce s opravdovou laní jménem Maggie nebo tak nějak a ta dáma před ní divoce třásla kýblem s jelením žrádlem a hlasitě křičela MAGGIE, aby se laň podívala do kamery, a ten chlapík si myslel, že je to ta nejlegračnější věc vůbec, a smáli jsme se a on byl ke mně strašně milý a já jsem nikdy nevěděl, jak se jmenuje, a on zas, jak se jmenuju já, ale když jsem odcházel, ukázal mi palec nahoru, a já jsem mu na oplátku taky ukázal palec nahoru a v podstatě je tento chlapík mým skutečným tátou.“

### Angels
„Nikdy jsem neměl žádné setkání s andělem typu 'Lifetime film', ale rozhodně věřím, že existují a chtěl jsem na základě té víry napsat píseň.“

### Dreams Don't Turn To Dust
„Je to taková nepředvídatelná, optimistická píseň. Idea je: V životě je toho spoustu, co nemůžeš ovládat, ať už dobrého, špatného nebo neutrálního. A já si myslím, že se prostě můžeš ráno probudit a obejmout, cokoliv ti přijde do cesty během dne, den za dnem. Když se teda chopíš toho, co se potrubím valí dolů tvým směrem, a řekneš si, že se k tomu postavíš čelem a prostě se s tím vypořádáš, místo toho, aby ses tomu snažil vyhnout nebo s tím bojoval, tak mám pocit, že to, může jaksi rozjasnit tvůj náhled na věc. Takže jo, je to taková celkově optimistická písnička.“

### Honey and the Bee
Ženský hlas v písni patří zpěvačce a člence Owl City tour seskupení Breanne Düren. Na obalu CD je zmíněno, že tleskáním rukama, které v písni zaznívá, přispěl sám Owl City producer Steve Bursky.
V písni je sloka: „The crow and the beanfield are my best friends“, což může odkazovat na devátou kapitolu Adamovy oblíbené knihy „Watership Down“ (česky „Daleká cesta za domovem“) autora Richarda Adamse, která nese název „The Crow and the Beanfield“.

### January 28, 1986
Krátká píseň o katastrofě Space Shuttle Challenger. „Uprostřed alba jsem chtěl malou pauzu. Na tour, když jsme chtěli hrát nějakou ambientní hudbu, tak jsme používali tento malý Reaganův klip adresovaný celé zemi, když se v 86 stala ta katastrofa. V tom roce jsem se narodil a mamka říkávala, že byla těhotná a sledovala to v televizi a jaká to pro každého byla velká rána. Takže jak jsem vyrůstal, bylo to nepřímo mou součástí. Na albu, jsem tomu chtěl vzdát čest - jen si představte, jaké by to bylo přejít do další písně 'Galaxies', jaké by to bylo, kdybych byl jedním z těch na Challenger. Pak to explodovalo a já bych byl přenesen z tohoto života na věčnost.“
Později na Twitteru na upozornění od jednoho fanouška, který si přehrál tuto skladbu pozpátku a obdivoval skladbu, jenž byla použita, Adam říká, že je to vlastně stará skladba „Helmet“ z jeho vedlejšího projektu Port Blue.

### Galaxies
Nábožensky orientovaná píseň. „Asi pět minut jsem přemýšlel, jestli mám být tak smělý a dát ji na album. Ale pak jsem si řekl : 'Prr, já si nemám co ani na něco takového pomyslet!' Bylo to, jako bych si dal pohlavek. Nakonec jsem se jen chtěl ujistit, že toto nové album, a obzvláště tato píseň doopravdy říkali, že mám na mysli především Boha a že to šlo přímo od srdce. Cítím, že kdybych se snažil zastřít fakt, že On je pro mě tak důležitý, byl by to zločin, za který by mě měli zavřít. Takže jsem se chtěl ujistit, že to bylo upřímné, a modlit se, aby mi Pán dal takové písně, které bych mohl zazpívat pro Něj. Zatím jsem neslyšel jedinou negativní věc a myslím, že by mi to ani nevadilo. Nikdo neřekl: 'Album se mi líbí až na tu píseň o Ježíši.' Ne, nic takového jsem neslyšel. Mým cílem není chodit a kázat, ale také jím není cokoliv skrývat. Snažím se jen ujistit, že věci jsou naprosto organické a ctí Pána, že je to vše od srdce.“

### Hospital Flowers
Skladba, která vypráví podivuhodný příběh z nemocnice, kde v jednom pokoji, kde leží člověk s popáleninami po ošklivé autonehodě, rozkvetou květiny a naplní celý prostor, a dokonce i srdce otřeseného pacienta, nadějí. Ten si uvědomuje, jaké měl štěstí, že přežil, a raduje se z toho. „Měl jsem kamaráda, který měl nehodu, a sledoval jsem, jak mu jeho zotavování změnilo pohled na život. Cítím, že my všichni můžem tu a tam použít neštěstí k tomu, aby nás to probudilo.“ V písni zazní i hlas Adamovi matky Joan Youngové.

### Alligator Sky
Na albu nalezneme jak verzi, kde je Adam doprovázen kalifornským raperem Shawnem Chrystopherem, tak bonusovou verzi, kde vystupuje Adam sám. Ovšem na obalu CD se o ní nelze dočíst, vlastník alba to zjistí až při poslechu CD. Singl „Alligator Sky“ obsahuje obě verze plus ještě jednu remixovou verzi, a to od skupiny Long Lost Sun. Spoustě lidem vrtalo hlavou, co to je „aligátoří obloha“, co to má znamenat. Adam vysvětluje: „'Aligátor' a 'obloha' jsou dvě slova, která nejdou opravdu dohromady, ale navozují ideu písně. Je to o tom, že se na vás dennodenně valí tolik zvláštních věcí. Proč se k nim nepostavit čelem, převzít velení, i když nikde není řečeno, co se může přihodit? Ty a ti kolem tebe jste to, na čem nejvíc záleží.“ Adam uvedl, že inspirací mu byl film VALL-I. „Sledoval jsem ten film a říkal jsem si: 'Úžasné!' Každý píše knížky a natáčí filmy a zpívá písně o konci světa a o tom, jak se to blíží a jak je to depresivní. Co kdyby opustit Zemi bylo vzrušující? Co by si každý myslel, kdyby byl nadšený, až Zemi opustí, protože tam kdesi jinde bylo něco jasnějšího a nádhernějšího? Píseň je nepředvídatelná, nedává úplně smysl. Abych tak řekl, je milión super, strašidelných, vzrušujících, děsivých věcí, které ti přicházejí do cesty a místo, abychom se ukrývali, za čímkoliv se ukrýváme, místo abychom se snažili předejít všemu, co se na nás hrne, je lepší, podle mě, ráno vstát a čelit čemukoliv, co směřuje přímo na tebe, s jakýmsi optimismem a jasným pohledem. Cítím, že, když se na to budeš takto dívat, může to rozzářit celý svět.“

### The Yacht Club
„Na tomto albu je píseň nazvaná 'The Yacht Club', je to takové ahh...troufalé...hmm...romantické. Nebo to jaksi mluví k neúspěšnému romantiku ... uhm... kterým jsem já.“ Adam si k této taneční písni pozval kanadskou zpěvačku Lights.

### Plant Life
„Můj kamarád Matt a já jsme napsali píseň, jejíž slova vykreslují obrázek opuštěného, strašidelného domu, smutného a zapomenutého, mrtvého a bez života zvenku, ale uvnitř hodně živého svou vlastní hrůzou podobnou noční můře. Píseň vtipkuje o myšlence, že duchové-nájemníci takových husí kůži nahánějících míst tajně touží po slunečním svitu, který by pronikl skrz špinavá okna, a po tom, aby sedmikrásky prorazily prkna v podlaze, a oni, aby se tak cítili, že znovu žijí. Představuju si sám sebe, kdybych byl obyvatel nějakého strašidelného domu, tak bych si sám přál vlastní podíl slunečního světla tak jak se dostává každému. A to je podobné způsobu, který si vybírám, abych 'utekl' realitě kdykoliv začíná reálný svět spřádat pavučiny a světla se samy zapínají a vypínají. Pro mě jsou sedmikráskami nejnádhernější záblesky naděje, kterou si je možno představit, a takové ty náhlé jiskry optimismu a krásy mi najednou dodávají odvahu. Rozmarné zvenku, ale uvnitř mnohem víc osobní než výše uvedené metaforické vysvětlení. Nejhlubší úroveň symboliky písně je paralela je Ježíš Kristus jako jediný paprsek naděje, kterou v tomto strašidelném domě světa mám. Pro mě je někdy snazší soustředit se na krvavé noční můry, které se nevyhnutelně tu a tam objeví. Ale navzdory takovým skličujícím rozptýlením, je zřejmé, že Pán najde způsob, jak všude kolem rozsázet vítěznou naději, a někdy takové nádherné květy barev a elánu vyrostou z ničeho a zrovna když to nejmíň očekávám. Občas to chce moudrost vidět je, jindy je to úžasně zřejmé, ale bez ohledu na okolnosti, tyto andělské upomínky jsou nesmírně silné a naprosto reálné. Proto mám kolena samou modřinu, stále na tvrdé dřevěné podlaze a celým svým srdcem děkuju svému Spasiteli za tak obrovskou milost, kterou mi dává, neboť vím, že se už nemodlím jen ke stropu... Proto, když slunce zahalí mraky a život se najdou stane strašidelným domem, upnu se na Ježíše celou svou silou, protože On je spolehlivý, On je absolutní, On je pevný a Jeho milost hlubší a širší než se toho může moje představivost dopátrat. V Něm a jen s Ním je místo, kde jsem objevil naději jasnější a nádhernější, než by mohla slova popsat.“ Píseň je tedy napsána ve spolupráci se zpěvákem kapely Relient K Matthew Thiessenem, který ke skladbě přispěl také svým doprovodným zpěvem.

### Lonely Lullaby
Skladba, která není součástí alba a kterou získali jak bonus členové Owl City Galaxy, tzn. ti, kdo si předobjednali album. 19. července vyšla jako singl. „Je to kombinace mé kariéry a prostě toho, že jsem špatný druh který svou osobností nezapadá.“ Píseň je o jeho přítelkyni Ann Marie Monson, se kterou Adam chodil. „Na prstech jedné ruky můžu spočítat všechny přítelkyně, se kterými jsem chodil, a ona byla tou, se kterou to bylo nejvážnější, takže rozchod byl pro mě zdroj velké frustrace.“ Řekl také, že příčinou může být komunikace, neboť on není zrovna typ, který by rád volal nebo psal SMS, natož používal webcameru.

### Shy Violet
Další píseň, kterou na albu nenajdete. Jedná se o bonus na německém iTunes a na japonské edici alba.

### How I Became The See
Bonusová skladba na iTunes a na japonské edici alba.

## Videoklipy
Videoklipy vznikly k písním „Deer In The Headlights“ a „Alligator Sky“. Také na oficiálním kanálu Owl City na YouTube je nahráno video, kde Adam mluví o vytváření alba.